# Thenea shimodensis
Thenea shimodensis är en svampdjursart som beskrevs av Kazuo Hoshino 1982. Thenea shimodensis ingår i släktet Thenea och familjen Pachastrellidae.
Artens utbredningsområde är havet kring Japan. Inga underarter finns listade i Catalogue of Life.